# Ocresia
Ocresia is een geslacht van vlinders van de familie snuitmotten (Pyralidae), uit de onderfamilie Chrysauginae.

## Soorten
- O. bisinualis Ragonot, 1890
- O. flammealis Hampson, 1906
- O. pallidalis Druce, 1902